# Kopalnia łupków Tohou
Kopalnia łupków Tohou – kopalnia łupków otwarta w 1903 roku. W 2020 roku została wpisana do rejestru zabytków dziedzictwa architektonicznego.

## Lokalizacja
Kopalnia zlokalizowana jest w Tohou, w miejscowości Plévin, w departamencie Côtes-d’Armor, w regionie Bretania.

## Historia
W 1903 roku François Jacq rozpoczyna wydobycie łupków. Kopalnia ma charakter odkrywkowy. Zatrudnionych zostaje 10 górników. Początkowo wykop miał głębokość 10 metrów, szerokość 6 metrów i długość 15 metrów. Łupki wydobywane są dobrej jakości, zawiera niewielką ilość pirytu żelaza i pirytu miedzi. W 1920 roku kopalnię przejmuje Yves Le Floch. Rozpoczyna się eksploatacja podziemna. W 1922 roku szyb osiąga głębokość 40 metrów. Zostaje uruchomiona wyciągarka mechaniczna. Z niewiadomych przyczyn z niedługo po tym kopalnia zaprzestaje wydobycia.
W 1933 roku prace wznawia nowy właściciel, Henry. W 1935 roku szyb osiąga głębokość 107 metrów. Powstają dwie komory wydobywcze. W 1938 roku wydobywano nową szybową wieżę wyciągową, dwa budynki mieszczące łuparki, kuźnię i magazyn. Kopalnia zostaje zelektryfikowana. Prąd dostarcza z elektrownia wodna Bronolo, która również należała do Henry'ego. W 1937 roku zaprzestano wydobycia łupków w ścianie zachodniej. W 1940 roku, po zamknięciu kopalni w Kérantal, Henry przeniósł część sprzętu do Tohou.
W 1946 r. od strony zachodniej znajdowały się trzy komory, a od wschodu cztery, z czego trzy były użytkowane. W 1948 roku użytkowane były już tylko trzy komory. Pierwsza to zgrupowanie komór wschodnich, druga to zgrupowanie komór zachodnich, trzecia została otwarta w kierunku północnym w 1946 roku.
W 1956 roku do komory zachodniej doprowadzono nowy szyb. Kamieniołom był eksploatowany do 1960 roku przez rodziny Henry i Blouin. Ponownie został otwarty w 1968 roku, a 100 metrów dalej na północ wykonano nowy szyb. Miał głębokość do 15 metrów i wydobywano z niego rustykalny łupek. Eksploatację zakończono ostatecznie w 1972 roku, kiedy głębokość nowego odwiertu osiągnęła 40 metrów.